# 22451 Tymothycoons
22451 Tymothycoons este un asteroid din centura principală, descoperit pe 13 noiembrie 1996, de Andrea Boattini și Andrea Di Paola.